# 樋川新一
樋川 新一（といかわ しんいち、1970年〈昭和45年〉6月16日 - ）は、日本の実業家、経営者。株式会社樋川自動車および有限会社リンゴミュージック社長。
本項では、樋川が設立した青森県弘前市の芸能事務所、有限会社リンゴミュージックについても記述する。

## 来歴

### 生い立ち
青森県弘前市で生まれる。幼少期は野球選手を目指していたものの、故障により吹奏楽部に転向。音楽教師である藤本盛三の指導により、小学6年生の頃に全国大会優勝を果たした。
高校卒業後、法政大学進学を機に上京。卒業後はエンタメ関連企業を目指すも叶わず、自動車メーカーに就職。26歳の頃、地元弘前で父親の家業である樋川自動車を継ぐことを決め、弘前に戻る。

### リンゴミュージック設立
弘前に戻った樋川は、若者が減り、繁華街である土手町さえもが寂しくなっている事実に愕然とする。一方、「愚痴を言って慰め合いながら、残りの人生を終わるなんて絶対に嫌だ。」と感じ、「自分も楽しみながら地元を元気にしたい。地域がワクワクするような行動を起こしたい。」という強い思いがこみ上げたという。
当初は弘前の津軽三味線に着目したものの、伝統芸能ゆえのハードルが高く断念。その頃、モーニング娘。が幅広い年代の人気を集めており、ダンスや歌のアイドルなら、小さい子から高齢者まで、皆で応援できて一緒に元気になれるに違いないと考えたという。
こうして、有志4名で弘前アクターズスクールが設立され、後に有限会社リンゴミュージックとして会社化された。

## リンゴミュージック
リンゴミュージックは、青森県弘前市の芸能プロダクションおよび芸能スクールである。

### 概要
同社のキャッチコピーは、「りんごのまちから、夢を世界に届けます…。青森県に生きる、ヒト、モノ、コトをユーモアと情熱でプロデュース。青森県に生まれたご縁を生かし、地球に住むすべての人たちの役に立ちたい。」である。
同社の特徴は、第一に生徒たちの人格形成や郷土愛の涵養を重視している点、設立以来月謝無料を貫いている点である。
樋川の「人として二面性があるようでは本物にはなれない」という信条から、あいさつをはじめ、規律の順守は徹底しており、お寺での合宿で座禅を組み、マラソンをし、箸の持ち方から指導される。また、スクール生の指導は基本的に先輩が後輩に教える方法を取っており、芸能活動のほか、各種施設への慰問活動や農作業の手伝いも行う。
事務所の収益は、作品やグッズ、出演料や広告料から賄われている。

### 沿革
- 2000年7月 - Hirosaki Actors School Project 創立
- 2000年7月 - りんご娘．（現りんご娘）結成
- 2005年2月 - 有限会社 リンゴミュージック 設立
- 2006年11月 - アルプスおとめ 結成
- 2015年9月 - ライスボール 結成

### 事業内容[6]
- アーティストマネジメント
- 著作権管理業務（JASRAC会員）
- 講演会
- テレビ・ラジオＣＭ企画制作
- 商品企画&ブランディングコンサルタント
- 新聞広告、TV-CM、CDジャケット、Webデザイン
- 販売促進に関わる広告物全般の企画からデザイン、印刷
- マスメディア広告代理業務
- ロゴマーク、キャラクター、商標デザイン
- CMソング・社歌企画制作

### 主な所属タレント
- りんご娘
- ライスボール
- ジョナゴールド
- アルプスおとめ
- リーフ
- 王林（2022年3月まで専属、同年4月より業務提携）